# Közép-seattle-i Főiskola
A Közép-seattle-i Főiskola (Seattle Central College, SCC) állami fenntartású felsőoktatási intézmény az Amerikai Egyesült Államok Seattle városában. Az Észak-seattle-i Főiskolával és a Dél-seattle-i Főiskolával együtt a Seattle Colleges District része.

## Története
Az 1902-ben megnyílt Broadway Középiskola feladata a második világháború után a hazatérő veteránok továbbképzése volt, így a középiskolai diákokat a Lincoln iskolába íratták át, a Broadwayjel közös campuson működő Edison Műszaki Intézet pedig a teljes területet elfoglalta. A Seattle-i Közösségi Főiskola nevet felvevő intézmény 1966-tól folytat felsőfokú képzést; 1970-ben az Észak-seattle-i és a Dél-seattle-i Közösségi Főiskola megnyitásakor Közép-seattle-i Közösségi Főiskolára keresztelték át. 2014-ben nevéből a „közösségi” szót törölték.

## Oktatás
Az intézmény alapfokú diplomát viselkedéstudományi, informatikai és fogorvosi szakokon bocsát ki, emellett kétéves képzéseket is indítanak, melyek elvégzésével más egyetemeken lehet továbbtanulni.
A főiskola tengerészeti képzést is folytat, melynek keretében gyakorlóhajóval is rendelkeznek.

## Folyóiratok
Az 1966-tól megjelenő The City Collegian újságot az egyetem 2008-ban megszüntette, mivel az abban megjelenő cikkek tüntetésekhez vezettek, az egyetem dolgozói pedig ellenségesek lettek a szerkesztőkkel. A döntések ellen tiltakozva Jeb Wyman tanácsadó lemondott. Az újság utódja, a New City Collegian 2012-ben indult el; az egyetemtől támogatást nem kapott, a felmerülő költségeket egy helyi szponzor (Cupcake Royale) térítette meg. A 2011-ben alapított The Central Circuit magazin 2016-ban szűnt meg.
2018-ban The Seattle Collegian néven új folyóiratot alapítottak.

## Nevezetes személyek

### Hallgatók
- Bruce Lee, harcművész[14]
- Duff McKagan, a Guns N’ Roses basszusgitárosa[15]
- Macklemore, zenész[14][16]
- Tay Zonday, énekes[14]

### Munkatársak
- Kshama Sawant, Seattle képviselő-testületének tagja[17]

## Fordítás
- Ez a szócikk részben vagy egészben  a   Seattle Central College című angol Wikipédia-szócikk ezen változatának fordításán alapul.  Az eredeti cikk szerkesztőit annak laptörténete sorolja fel. Ez a jelzés csupán a megfogalmazás eredetét és a szerzői jogokat jelzi, nem szolgál a cikkben szereplő információk forrásmegjelöléseként.